# Уилсон, Деннис
Де́ннис Карл Уи́лсон (англ. Dennis Carl Wilson; 4 декабря 1944 — 28 декабря 1983) — американский музыкант, прежде всего известный как барабанщик, вокалист и композитор рок-группы The Beach Boys, брат Брайана и Карла Уилсонов, также членов ансамбля. Деннис Уилсон сделал себе имя как участник The Beach Boys, но в 1977 году он ушел, чтобы записать единственный сольный альбом Pacific Ocean Blue.

## Биография
Деннис Уилсон родился 4 декабря 1944 года в Хоторне в семье Мерри и Одри Уилсонов. Его братьями были Брайан и Карл Уилсоны, а Майк Лав приходился им двоюродным братом — все они стали членами The Beach Boys, группы, организованной их отцом в 1961 году. Именно Деннис Уилсон вдохновил группу на пляжную тематику, связанную с сёрфингом — он был единственным из членов The Beach Boys, кто занимался этим спортом. Основными обязанностями музыканта была игра на барабанах, а также вокальные партии.
В 1968 году познакомился с музыкантом Чарльзом Мэнсоном. Одно время Мэнсон и его «семья» жили в особняке Уилсона; сам Мэнсон надеялся, что Уилсон поможет тому наладить связи в профессиональных музыкальных кругах. В сотрудничестве с Уилсоном была написана песня «Never Learn Not To Love», которая была записана The Beach Boys и включена в альбом «20/20». Через год Мэнсон был осуждён как организатор массовых убийств в Голливуде.
С конца 1960-х гг. Уилсон стал принимать более активное участие в написании песен ансамбля, постепенно накапливая материал и для собственного сольного альбома («Pacific Ocean Blue», 1977).
В начале 1970-х гг. Уилсон на время удалился от дел в The Beach Boys (обязанности барабанщика в группе выполняли Рики Фатаар и Майк Ковальский). 28 декабря 1983 года во время ныряния в бухте Марина-дель-Рей в нетрезвом виде Деннис Уилсон утонул. Тело музыканта, по особому разрешению, было похоронено в море.
Введён в Зал славы рок-н-рола уже посмертно (в 1988 году).

## Дискография
- Pacific Ocean Blue (1977) и переиздание Pacific Ocean Blue & Bambu (2008)